# İstanbul Futbol Ligi 1950/51
Die İstanbul Futbol Ligi 1950/51 war die 36. ausgetragene und letzte Saison der İstanbul Futbol Ligi. Meister wurde zum elften Mal Beşiktaş Istanbul.

## Abschlusstabelle
Punktesystem
Sieg: drei Punkte; Unentschieden: zwei Punkte; Niederlage: ein Punkt
| Pl. | Verein               | Sp. | S  | U | N  | Tore    | Diff. | Punkte |
| --- | -------------------- | --- | -- | - | -- | ------- | ----- | ------ |
| 1.  | Beşiktaş Istanbul    | 14  | 10 | 3 | 1  | 039:800 | +31   | 37     |
| 2.  | Galatasaray Istanbul | 14  | 10 | 2 | 2  | 028:140 | +14   | 36     |
| 3.  | Vefa Istanbul        | 14  | 9  | 1 | 4  | 029:140 | +15   | 33     |
| 4.  | Fenerbahçe Istanbul  | 14  | 7  | 2 | 5  | 031:140 | +17   | 30     |
| 5.  | İstanbulspor         | 14  | 6  | 3 | 5  | 018:230 | −5    | 29     |
| 6.  | Kasımpaşa Istanbul   | 14  | 2  | 3 | 9  | 013:390 | −26   | 21     |
| 7.  | Emniyet SK           | 14  | 1  | 4 | 9  | 010:320 | −22   | 20     |
| 8.  | Beykozspor           | 14  | 1  | 2 | 11 | 011:350 | −24   | 18     |

## Kreuztabelle
Die Kreuztabelle stellt die Ergebnisse aller Spiele dieser Saison dar. Die Heimmannschaft ist in der linken Spalte, die Gastmannschaft in der oberen Zeile aufgelistet.
| 1950/51              | Beşiktaş Istanbul | Galatasaray Istanbul | Vefa Istanbul | Fenerbahçe Istanbul | İstanbulspor | Kasımpaşa Istanbul | EMY | Beykozspor |
| -------------------- | ----------------- | -------------------- | ------------- | ------------------- | ------------ | ------------------ | --- | ---------- |
| Beşiktaş Istanbul    |                   | 2:0                  | 1:0           | 3:0                 | 2:2          | 6:2                | 4:0 | 8:2        |
| Galatasaray Istanbul | 1:0               |                      | 3:0           | 1:0                 | 5:1          | 2:0                | 2:1 | 4:0        |
| Vefa Istanbul        | 1:1               | 5:1                  |               | 2:1                 | 5:1          | 3:2                | 3:0 | 4:0        |
| Fenerbahçe Istanbul  | 0:1               | 1:1                  | 2:1           |                     | 6:2          | 7:0                | 4:0 | 2:0        |
| İstanbulspor         | 0:0               | 0:2                  | 0:1           | 2:1                 |              | 2:0                | 3:0 | 2:0        |
| Kasımpaşa Istanbul   | 0:4               | 1:2                  | 2:1           | 0:5                 | 1:1          |                    | 2:2 | 2:2        |
| Emniyet SK           | 0:4               | 1:1                  | 0:2           | 1:1                 | 0:1          | 2:0                |     | 3:3        |
| Beykozspor           | 0:3               | 2:3                  | 0:1           | 0:1                 | 0:1          | 0:1                | 2:0 |            |

## Die Meistermannschaft von Beşiktaş Istanbul
| 1. | Beşiktaş Istanbul |
|    | - Tor: Mehmet Atçılar (7/–); Ethem Karpat (2/–); Fevzi Büyükyıldırım (5/–) - Abwehr: Vedii Tosuncuk (14/–); Ali İhsan Karayiğit (14/2); Kamil Üzülme (12/1); Kemal Ünlü (8/–) - Mittelfeld: Fahrettin Cansever (5/1); Nusret Ülük (2/–); Eşref Özmenç (13/–) - Angriff: Hüseyin Saygun (13/2); Faruk Sağnak (12/4); Süleyman Seba (10/1); Recep Adanır (14/13); Şevket Yorulmaz (13/10); Cihat Yetiş (9/5); Hikmet Alpaslan (1/–) - Trainer: Hakkı Yeten |